# 카르멘 마치
카르멘 마치(Carmen Machi, 1963년 1월 7일 ~ )는 스페인의 배우이다.

## 출연 작품
- 피기 (2022) - 사라의 엄마 역
- 잇 스노우즈 인 베니도름 (2020)
- 30 코인스. 에피소드 1 (2020)
- 티 마이 (2018)
- 피엘레스 (2017)
- 분노 (2016)
- 오픈 도어 (2016)
- 더 바 (2016)
- 타임 오브 몬스터스 (2015)
- 리콰이어먼츠 투 비 어 노멀 퍼슨 (2015)
- 스패니쉬 어페어 2 (2015)
- 마이 빅 나이트 (2015)
- 페르디엔도 엘 노르테 (2015)
- 카미카제 (2014)
- 스페니쉬 어페어 (2014)
- 데이 다이드 비욘드 데어 민스 (2014)
- 투 헬 위드 더 어글리 (2010)
- 페이퍼 버드 (2010)
- 피아노 없는 여자 (2009)
- 브로큰 임브레이스 (2009)
- 베스트 오브 미 (2007)
- 귀향 (2006)
- 한 여름의 꿈(영어판) (2005)
- 토레몰리노스 73 (2003)
- 그녀에게 (2002)